# Exhortación apostólica

Emblema de la Santa Sede.

La exhortación apostólica es uno de los  documentos oficiales elaborados por el papa de la Iglesia católica. Este tipo de documentos tiene un carácter pastoral y con ellos el papa anima a todos los fieles, o una comunidad de fieles determinada, a llevar a cabo una actividad en particular, sin definir la doctrina de la Iglesia. Por su importancia, entre los documentos papales de carácter pastoral, se sitúa después de las encíclicas, pero es más importante que las cartas apostólicas, o de los documentos papales denominados simplemente cartas.
Cuando la exhortaciones apostólica parte de las propuestas concretadas en los trabajos de uno o varios sínodos de los obispos, reciben la denominación de exhortaciones apostólicas postsinodales.

## Exhortaciones que han publicado los papas
La primera exhortación apostólica que se publicó con esa denominación fue la Haerent Animo, fechada el 4 de agosto de 1908 por Pío X. En los pontífices anteriores no faltan documentos (encíclicas, cartas y breves apostólicos) que contienen exhortaciones de carácter pastoral, pero que no reciben esta denominación.
A excepción de Pío XI que no publicó ninguna exhortación -pero que, sin embargo, publicó treinta encíclicas-, los sucesores de Pío X  (Benedicto XV, Pío XII, Juan XXIII) siguieron utilizando este nuevo tipo de documento; y Pablo VI publicó  la primera exhortación apostólica postsinodal, Evangelii nuntiandi, el 8 de diciembre de 1975, tras la celebración de la III Asamblea General del Sínodo de Obispos "sobre la evangelización del mundo moderno". Inauguró así un nuevo tipo de exhortación; a partir de ese momento, entre las exhortaciones apostólicas de los papas, no han faltado en ningún caso, las exhortaciones apostólicas postsinodales publicadas tras cada uno de los sínodos celebrados; la última, Christus vivit del papa Francisco, como fruto de la XV Asamblea General Ordinaria del Sínodo, sobre el tema "Los jóvenes y el discernimiento vocacional".
| Papa          | Años pontificado | Duración    | Número exhortaciones | Exhortaciones postsinodaldes del total |
| ------------- | ---------------- | ----------- | -------------------- | -------------------------------------- |
| Pío X         | 1903-1914        | 11 años     | 1                    |                                        |
| Benedicto XV  | 1914-1922        | 8 años      | 3                    |                                        |
| Pio XI        | 1922-1939        | 17 años     | —                    |                                        |
| Pío XII       | 1939-1958        | 19 años     | 7                    |                                        |
| Juan XXIII    | 1959-1963        | 5 años      | 3                    |                                        |
| Pablo VI      | 1963-1978        | 15 años     | 14                   | 1                                      |
| Juan Pablo I  | 1978             | 0 (33 días) | —                    | —                                      |
| Juan Pablo II | 1978-2005        | 26 años     | 15                   | 13                                     |
| Benedicto XVI | 2005-2013        | 7 años      | 4                    | 4                                      |
| Francisco     | 2013 al presente | 11 años     | 7                    | 4                                      |

Los títulos, fecha y temas de cada una de las exhortaciones pueden consultarse en Anexo:Exhortaciones apostólicas